# Hervormde kerk (Hoogeveen)
De Hervormde kerk van Hoogeveen (ook Grote Kerk) is een rechtgesloten driebeukige hallenkerk met dakruiter in de Drentse plaats Hoogeveen.  De kerk is in 1965 aangewezen als rijksmonument. 

## Geschiedenis
In 1652 werd begonnen met de bouw van een kerk in Hoogeveen. De oorspronkelijke kerk werd gebouwd in een classicistische stijl met het Grieks kruis als grondplan. De bouw wilde niet echt vlotten, pas in 1664 kon het gebouw in gebruik worden genomen. Het duurde nog tot 1682 voordat de gemeente een eigen predikant kreeg. 
In 1766 is de westelijke arm van het Griekse kruis vergroot en verbreed. In 1801 en 1804 volgden verdere verbouwingen naar ontwerp van H.C. Dekker waarbij de kerk zijn huidige uiterlijk als hallenkerk kreeg.
De dakruiter is rond 1720 aangebracht. De kerk heeft een klok van Hemony uit 1649 en een uit 1680. 

## Interieur

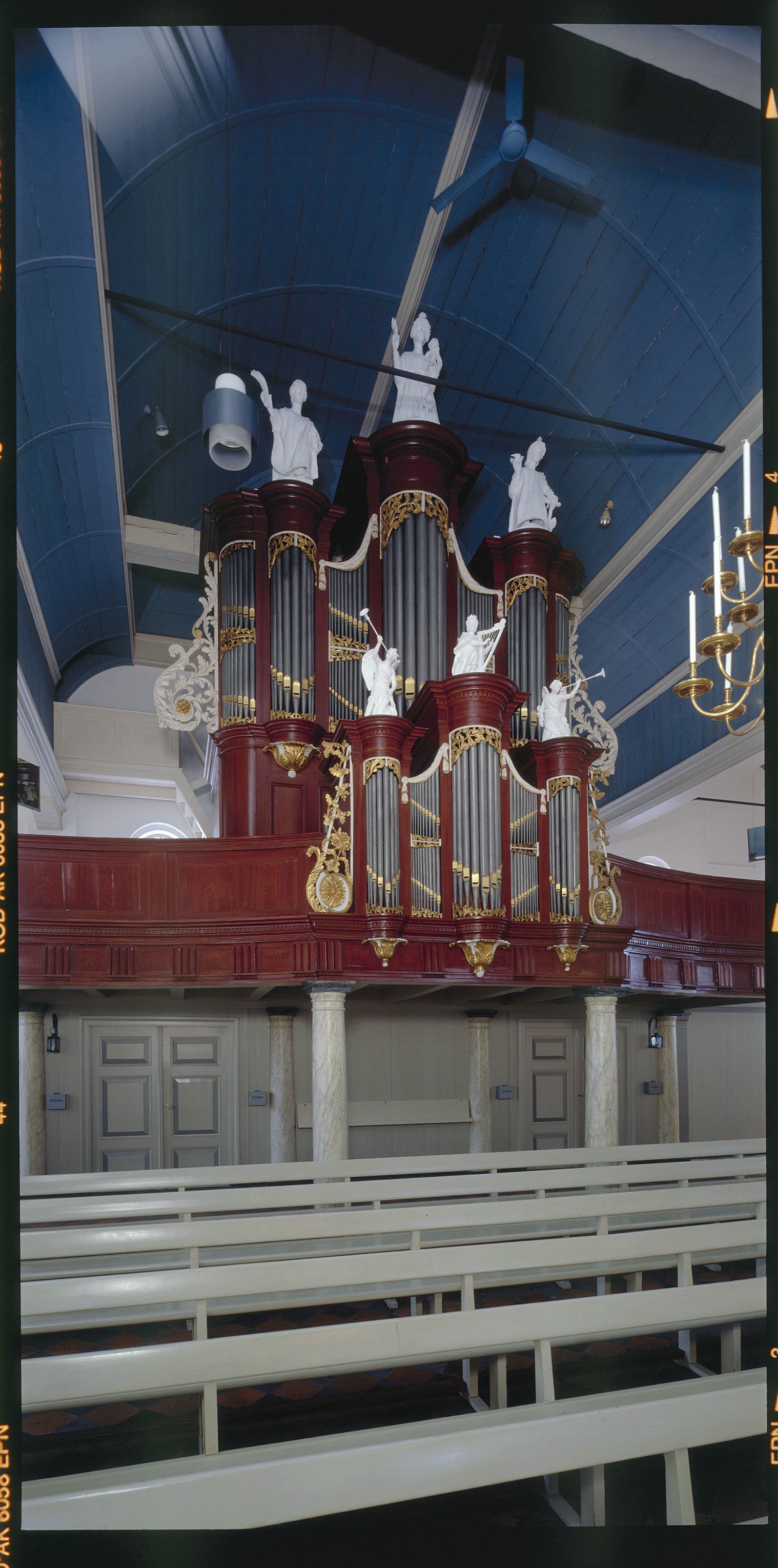
het orgel

De kerk heeft een eikenhouten preekstoel uit 1804. Daarnaast een rouwbord uit 1757 voor Johan, baron van Echten tot Echten, achterkleinzoon van Roelof van Echten, een van de stichters van Hoogeveen.
Het doopvont is uit 1970 met een geelkoperen doopbekken uit de 18e eeuw.
Het orgel is van 1843. Het is gebouwd door J.C. Scheuer en Zonen uit Zwolle. In 1861 is het uitgebreid door P. van Oeckelen.